# Campylanthus incanus
Campylanthus incanus är en grobladsväxtart som beskrevs av A.G. Miller. Campylanthus incanus ingår i släktet Campylanthus och familjen grobladsväxter. Inga underarter finns listade i Catalogue of Life.